# Roy Bargy
Roy Bargy (* 31. Juli 1894 in Newaygo, Michigan; † 16. Januar 1974 in Vista, Kalifornien) war ein US-amerikanischer Ragtime- und Jazzpianist, Komponist und Bandleader.

## Leben und Wirken
Bargy wuchs in Toledo (Ohio) auf, wo er Unterricht bei Johnny Walters und Luckey Roberts hatte. 1919 arbeitete er bei Charley Straight in der Imperial Piano Roll Company in Chicago als Musiker, Arrangeur und Komponist. Von 1920 bis 1922 leitete er das Benson Orchestra of Chicago („My Sunny Tennessee“, Aufnahmen für Victor); ab 1922 nahm er Pianosolos für Victor auf. Er komponierte auch eine Reihe von Ragtime-Nummern und Novelty Songs wie „Knice & Knifty“ oder „Sunshine Capers“.
Mitte der 1920er-Jahre spielte er in New York bei Isham Jones, ab 1928 bei Paul Whiteman. In dieser Zeit entstanden auch Aufnahmen mit Bix Beiderbecke und Frankie Trumbauer, ferner mit Red Nichols, Mildred Bailey (1931), Ramona Davies (1933), Adrian Rollini (1934) sowie mit Charlie und Jack Teagarden (The Three T's, 1936). In den Nachkriegsjahren arbeitete er als Orchesterleiter, u. a. mit Peggy Lee. Im Bereich des Jazz war er zwischen 1920 und 1948 an 174 Aufnahmesessions beteiligt. Ab 1943 war er als musikalischer Leiter für Jimmy Durante tätig.

## Diskographische Hinweise
- Piano Syncopations
- Volume 1: 1920-1921